# Нагано

36°38′55″ пн. ш. 138°11′34″ сх. д. / 36.64861° пн. ш. 138.19278° сх. д.
Нага́но (яп. 長野市, ながのし, МФА: [nagano ɕi̥]) — місто в Японії, в префектурі Нагано.

## Короткі відомості
Розташоване в північній частині префектури, в центрі западини Наґано. Входить до числа центральних міст Японії. Адміністративний центр префектури. Виникло на основі середньовічного прихрамового містечка біля буддистського монастиря Дзенкодзі. В XVI столітті було місцем проведення кривавих битв при Каванакадзіма між самурайськими полководцями Такедрю Сінґеном та Уесуґі Кенсіном. В ранньому новому часі стало постоялим містечком на Північному шляху. Отримало статус міста 1897 року. Основою економіки є сільське господарство, вирощування яблук, харчова промисловість, виробництво електротоварів, комерція. 1998 року місто приймало 18-ті зимові Олімпійські ігри. Станом на 1 квітня 2009 площа міста становила 834,85 км². Станом на 1 липня 2011 населення міста становило 380 823 осіб.

## Освіта
- Університет Сінсю (додатковий кампус)

## Культура
- Дзенкодзі

## Спорт
У 1998 році, місто приймало 18-ті зимові Олімпійські ігри.

## Уродженці
- Курібаясі Тадаміті — військовик, генерал.
- Оґуті Такахіса — спортсмен, саночник.
- Харада Мадока — спортсменка, саночниця.
- Хаясібе Ґоро — спортсмен, саночник.

## Міста-побратими
- 14 березня 1959 — Клірвотер, США[4]
- 19 квітня 1981 — Шіцзячжуан, КНР[5]